# 203 mm M1931 (B-4)
De 203 mm M1931 (B-4) Houwitser was een Russische zware houwitser, gebruikt tijdens de Tweede Wereldoorlog, met name de Slag om Berlijn. De kanonnen, die granaten van 203mm verschoten, hadden een enorme vuurkracht en werden op zeer korte afstanden gebruikt om forten aan gruzelementen te schieten. De bijnaam (gegeven door de Duitsers) was dan ook "Stalins sloophamer".

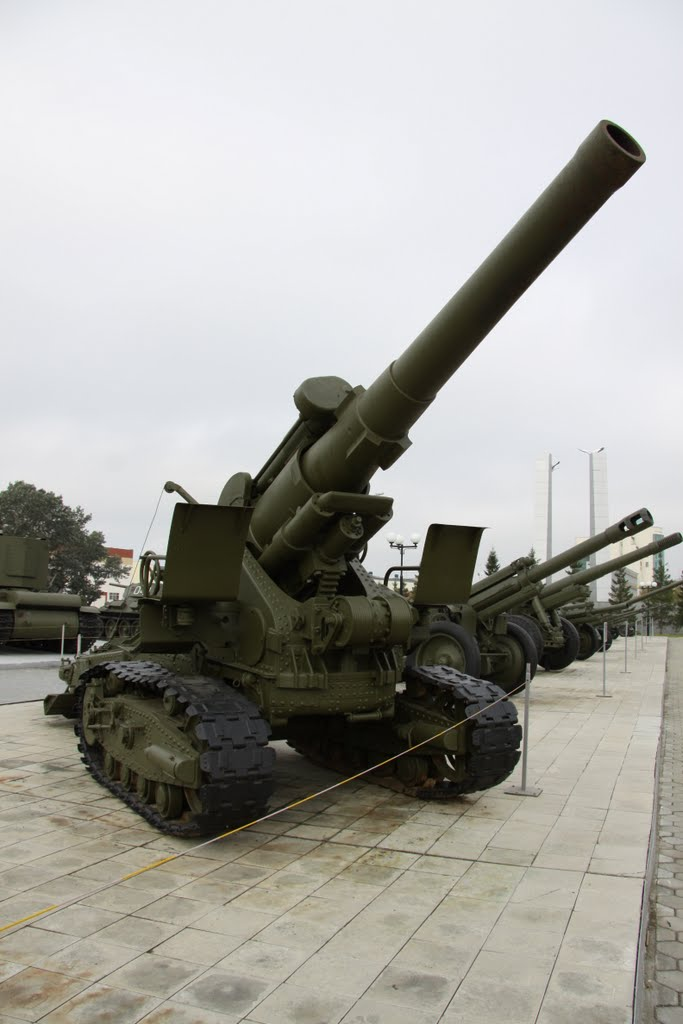
Een B-4 in het Verchnjaja Pysjma Tank Museum 2011